# Сераперо II (Рагуза)
Сераперо II је насеље у Италији у округу Рагуза, региону Сицилија.
Према процени из 2011. у насељу је живело 82 становника. Насеље се налази на надморској висини од 435 м.